# Neubau (Mitwitz)
Neubau ist ein Gemeindeteil des Marktes Mitwitz im Landkreis Kronach (Oberfranken, Bayern).

## Geographie
Der Weiler liegt in einer flachhügeligen Ebene. Im Osten grenzt ein Waldgebiet an, ansonsten ist der Ort von Acker- und Grünland umgeben. Im Norden fließt die Untere Föritz vorbei, im Süden der Schönenseebach, der zwei Weiher speist, die als Naturdenkmal geschützt sind, und nordwestlich des Ortes als linker Zufluss in die Untere Föritz mündet. Ursprünglich führte die Staatsstraße 2708 durch den Ort, die jetzt diesen südlich umgeht. Sie verläuft nach Mitwitz zur Bundesstraße 303 (1,2 km westlich) bzw. nach Kaltenbrunn (1,5 km nordöstlich).

## Geschichte
Gegen Ende des 18. Jahrhunderts bestand Neubau aus drei Anwesen (1 Hof, 2 Tropfhäuser). Das Hochgericht übte das Halsgericht Mitwitz aus. Die Herrschaft Mitwitz war Grundherr der drei Anwesen.
Mit dem Gemeindeedikt wurde Neubau dem 1808 gebildeten Steuerdistrikt Mitwitz und der 1818 gebildeten Ruralgemeinde Kaltenbrunn zugewiesen. Am 1. Januar 1974 wurde Neubau mit Kaltenbrunn im Zuge der Gebietsreform in Bayern nach Mitwitz eingegliedert.

### Baudenkmäler
- Haus Nr. 1: Forsthaus
- Haus Nr. 3: Forsthaus

### Einwohnerentwicklung
| Jahr      | 001818 | 001861 | 001871 | 001885 | 001900 | 001925 | 001950 | 001961 | 001970 | 001987 |
| Einwohner |        | 22     | 21     | 15     | 21     | 13     | 26     | 23     | 16     | 10     |
| Häuser    | 4      |        |        | 3      | 4      | 4      | 4      | 4      |        | 4      |
| Quelle    | [ 5 ]  | [ 7 ]  | [ 8 ]  | [ 9 ]  | [ 10 ] | [ 11 ] | [ 12 ] | [ 13 ] | [ 14 ] | [ 1 ]  |

## Religion
Der Ort ist evangelisch-lutherisch geprägt und nach St. Jakobus (Mitwitz) gepfarrt. Die Katholiken sind nach Mariä Geburt (Glosberg) gepfarrt.